# John S. Duncan (Diplomat)

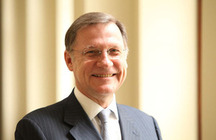
John S. Duncan (2013)

John Stewart Duncan, OBE (* 17. April 1958) ist ein britischer Diplomat. Er war vom 15. August 2014 bis zum 8. August 2017 Gouverneur der Britischen Jungferninseln (Governor of the Virgin Islands). Er vertrat auf den Britischen Jungferninseln die britische Krone und führte die Regierungsgeschäfte in deren Auftrag.
Duncan trat dem Foreign and Commonwealth Office 1980 bei. Seine Verwendungsorte waren Paris, Khartum, Tirana, Mons (SACEUR) und Genf.